# Славата, Фердинанд Вилем
Фердинанд Вилем Славата из Хлума и Кошумберка (чеш. Ferdinand Vilém Slavata z Chlumu a Košumberka; 1 сентября 1630 — 2 апреля 1673) — чешский аристократ и крупный землевладелец.
Фердинанд Вилем Славата родился в 1630 году и стал старшим сыном Яхима Ольдржиха Славаты из Хлума и Кошумберка и его жены Марии Франциски фон Меггау. Он был воспитан матерью и поэтому по-немецки говорил лучше, чем по-чешски. После смерти отца в 1645 году и дяди Адама Павла Славаты в 1657 году Фердинанд Вилем унаследовал все семейные владения и стал одним из крупнейших чешских магнатов. Он служил при дворе Габсбургов в Вене, где получил чин императорского советника и камергера («коморника»), в 1651—1672 годах был судьёй чешского Верховного суда. Даже после 20 лет службы Славата не получил звания тайного советника, которого добивался. Он умер в 1673 году.
Славата был женат на Марии Цецилии Ренате фон Наход-Лихтенберг. В этом браке родились четыре дочери:
- Мария Маркета Барбара (умерла в 1694), жена Яна Зигмунда Бедржиха Гёца из Гёцену;
- Рената Франтишка;
- Мария Терезия (1656—1699), жена Иоганна Арноста фон Фюнфкирхена и Арноста Бедржиха Виндишгреца;
- Мария Каролина (1662—1716), жена Леопольда Антонина фон Траутмансдорфа[6].